# Yongling (köpinghuvudort i Kina, Liaoning Sheng, lat 41,71, long 124,82)
Yongling är en köpinghuvudort i Kina. Den ligger i provinsen Liaoning, i den nordöstra delen av landet, omkring 120 kilometer öster om provinshuvudstaden Shenyang. Antalet invånare är 33 711. Befolkningen består av 16 663 kvinnor och 17 048 män. Barn under 15 år utgör 12,0 %, vuxna 15-64 år 78 %, och äldre över 65 år 8,0 %.
Runt Yongling är det ganska tätbefolkat, med 60 invånare per kvadratkilometer. Yongling är det största samhället i trakten. Omgivningarna runt Yongling är en mosaik av jordbruksmark och naturlig växtlighet.
Genomsnittlig årsnederbörd är 1 169 millimeter. Den regnigaste månaden är juli, med i genomsnitt 279 mm nederbörd, och den torraste är januari, med 10 mm nederbörd.